# Turdinus
Turdinus là một chi chim trong họ Pellorneidae.

## Các loài
- Turdinus atrigularis
- Turdinus macrodactylus
- Turdinus marmoratus
- Turdinus rufipectus